# دردلر (بویات)
دُردلر (به لاتین: Dördlər) یک منطقه مسکونی در جمهوری آذربایجان است که در شهرستان نفت‌چاله واقع شده است. دردلر ۵۰۰ نفر جمعیت دارد.